# Präsidentschaftswahl in Haiti im November 2016

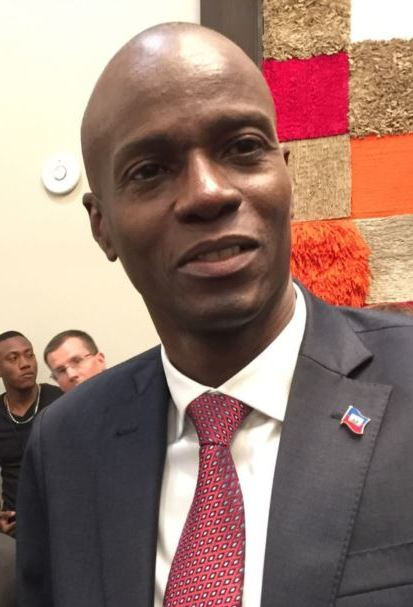
Jovenel Moïse

Die Präsidentschaftswahl in Haiti im November 2016 fand am 20. November 2016 statt. Ein möglicher zweiter Wahlgang war für den 29. Januar 2017 vorgesehen, musste jedoch nicht durchgeführt werden.
Sie folgte auf die Wahl eines provisorischen Präsidenten von Haiti, die nach der Verschiebung der zweiten Runde und der anschließenden Annullierung der ersten Runde der Wahlen von 2015 stattgefunden hatte.

## Hintergrund

### Wahl eines provisorischen Präsidenten im Februar 2016
Nach dem Ende der Amtszeit von Michel Martelly am 7. Februar 2016 wurde Jocelerme Privert von Senat und Abgeordnetenkammer, die am 14. Februar 2016 zur Nationalversammlung zusammengetreten waren, zum provisorischen Präsidenten der Republik Haiti gewählt. Seine Amtszeit war gemäß einer Vereinbarung, die wenige Stunden vor dem Ende der Amtszeit von Präsident Martelly unterzeichnet worden war, auf 120 Tage begrenzt. Privert trat daraufhin als Senator und somit auch als Senatspräsident zurück.
Am 25. Februar 2016 ernannte er Fritz Jean zum Premierminister. Nachdem das Parlament die Regierung von Jean abgelehnt hatte, ernannte er am 22. März 2016 Enex Jean-Charles zum neuen Premierminister.

### Neuwahl des Präsidenten im November 2016
Am 6. Juni 2016 erklärte der Präsident des provisorischen Wahlrats (CEP), Léopold Berlanger, den am 25. Oktober 2015 durchgeführten Wahlgang zur Wahl eines Nachfolgers für Präsident Martelly wegen Wahlbetrugs endgültig für ungültig.
Am 14. Juni 2016 stellte das Parlament das Ende der 120-tägigen Amtszeit von Präsident Privert fest. Neuwahlen wurden daraufhin für den 5. Oktober 2016 angesetzt, nach dem Hurrikan Matthew verschoben und auf den folgenden 20. November 2016 angesetzt.

## Kandidaten
Am 23. Juni 2016 wurde die Kandidatur von 27 Personen festgestellt. Alle hatten bereits an der annullierten Wahl 2015 teilgenommen.
Realistische Erfolgsaussichten wurden folgenden Bewerbern zugerechnet:
- Jovenel Moïse (Parti haïtien Tèt Kale, PHTK: Partei des vormaligen Präsidenten Martelly),
- Jude Célestin (Inite-LAPEH; Plattform des vormaligen Präsident Préval),
- Jean-Charles Moïse (Platfòm Pitit Desalin, PPD; die Namensgleichheit mit Jovenel Moïse beruht nicht auf einem Verwandtschaftsverhältnis)[13],
- Maryse Narcisse (Fanmi Lavalas) und
- Jean-Henry Céant (Renmen Ayiti).

## Ergebnis
Die Wahlbeteiligung lag bei 18,1 Prozent.
Jovenel Moïse erreichte im ersten Wahlgang die erforderliche absolute Mehrheit der abgegebenen Stimmen.
| Kandidat                   | Stimmen   | Prozent |
| -------------------------- | --------- | ------- |
| Jovenel Moïse              | 590.927   | 55,6    |
| Jude Célestin              | 207.988   | 19,6    |
| Jean-Charles Moïse         | 117.349   | 11,0    |
| Maryse Narcisse            | 95.765    | 9,0     |
| alle anderen               | < 8.000   | < 0,75  |
| gesamt                     | 1.062.839 | 100     |
| ungültige Stimmen          | 57.824    |         |
| verbleiben                 | 1.120.663 |         |
| Anzahl registrierte Wähler | 6.189.253 |         |